# Granadilla de Abona
Pour les articles homonymes, voir Granadilla et Abona.
Granadilla de Abona est une commune de la province de Santa Cruz de Tenerife dans la communauté autonome des Îles Canaries en Espagne. Elle est située au sud-est de l'île de Tenerife.

## Géographie

### Localisation

Localisation de l'île de Tenerife dans les Îles Canaries.
Localisation de Granadilla de Abona dans l'île de Tenerife.

|                                           | La Orotava          |       |
| Vilaflor de Chasna et San Miguel de Abona | Granadilla de Abona | Arico |
|                                           | Océan Atlantique    |       |

### Localités de la commune
- Castro
- Charco del Pino
- El Cabezo
- El Médano
- El Salto
- Granadilla de Abona
- Cruz de Tea
- Los Abrigos
- Montaña de Yaco
- San Isidro

El Medano bénéficie d’un climat sec et aride toute l'année avec peu de précipitations. Initialement c’est un petit village de pêcheurs perdu au milieu des dunes de sable charrié par le vent (medanos en espagnol). Aujourd'hui il est renommé pour ses spots venteux.

## Démographie
| Année | Population | Densité   |
| ----- | ---------- | --------- |
| 1991  | 16.884     | 103,0/km² |
| 1996  | 18.508     | 113,9/km² |
| 2001  | 21.135     | 130,1/km² |
| 2002  | 27.224     | 167,6/km² |
| 2003  | 28.927     | 178,1/km² |
| 2004  | 30.769     | 189.4/km² |
| 2005  | 33.207     | 204,4/km² |
| 2006  | 34.595     | 213,0/km² |
| 2007  | 36.224     | 223,0/km² |
| 2009  | 39.993     | 246,2/km² |

## Galerie

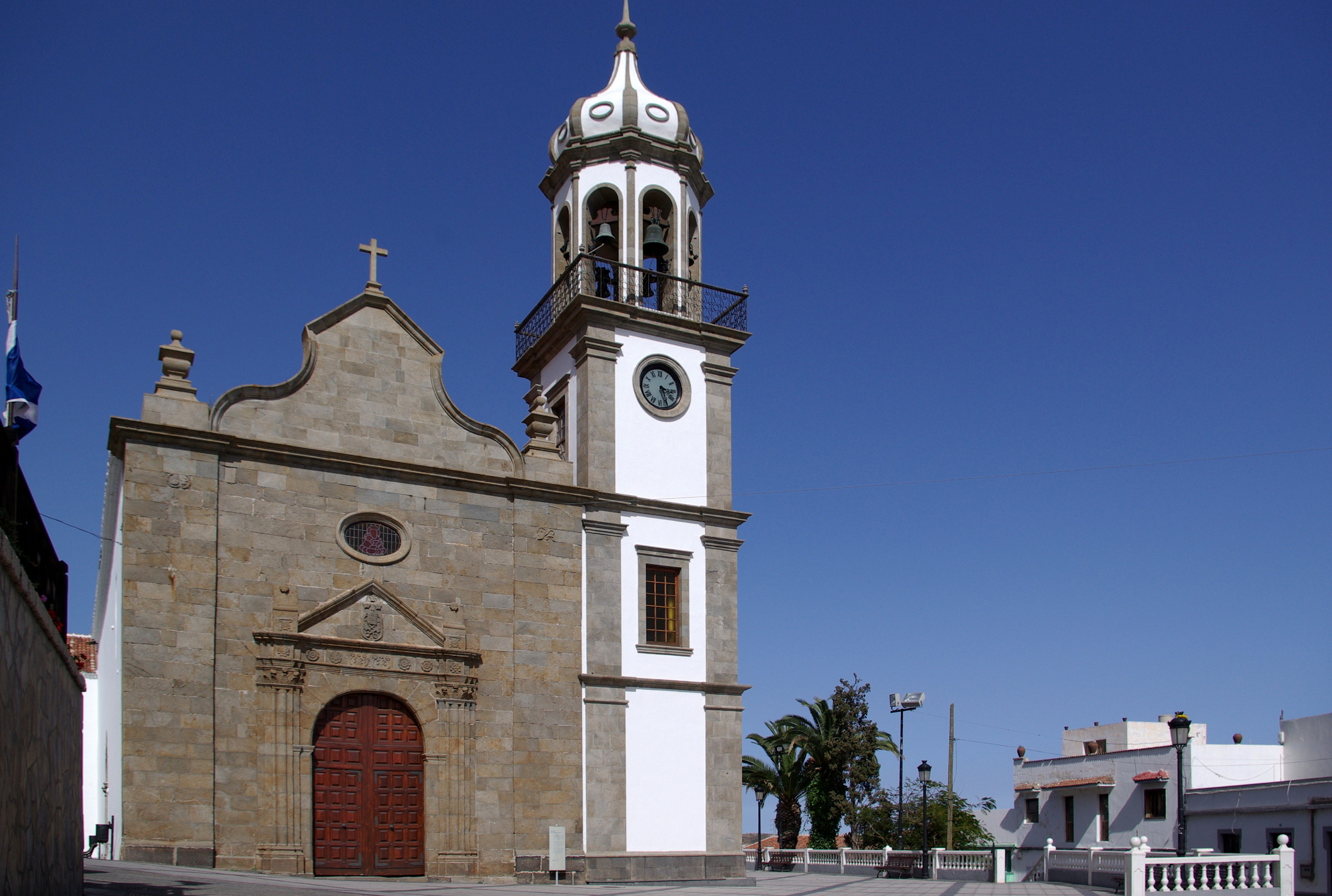
Église San Antonio de Padua à Granadilla de Abona.
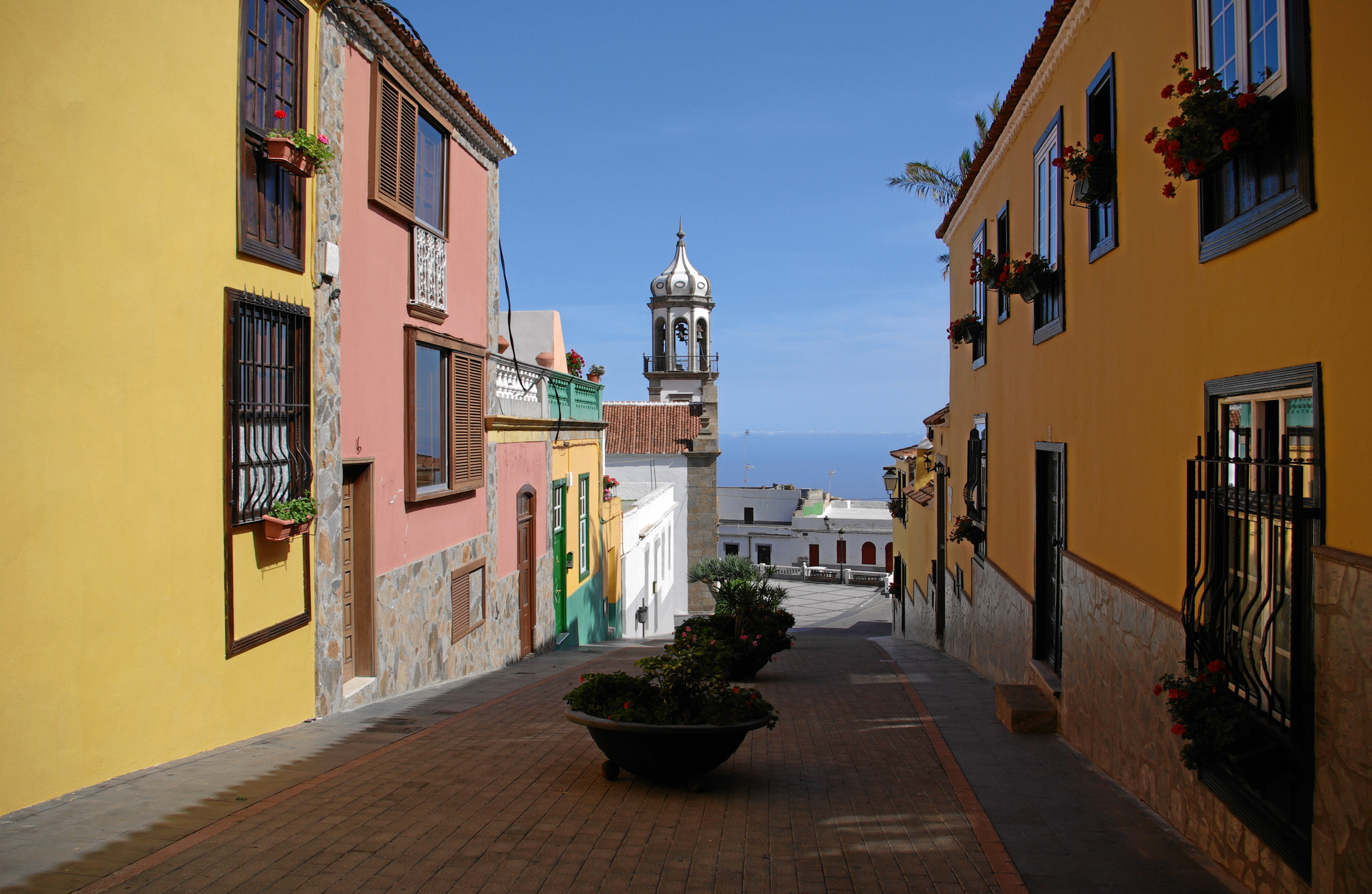
Granadilla de Abona
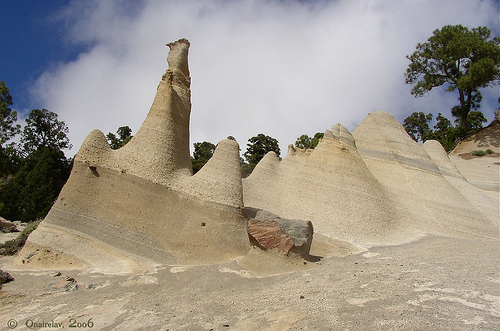
Formation géologique connue comme Paisaje Lunar (paysage lunaire), dans la zone haute de Granadilla.
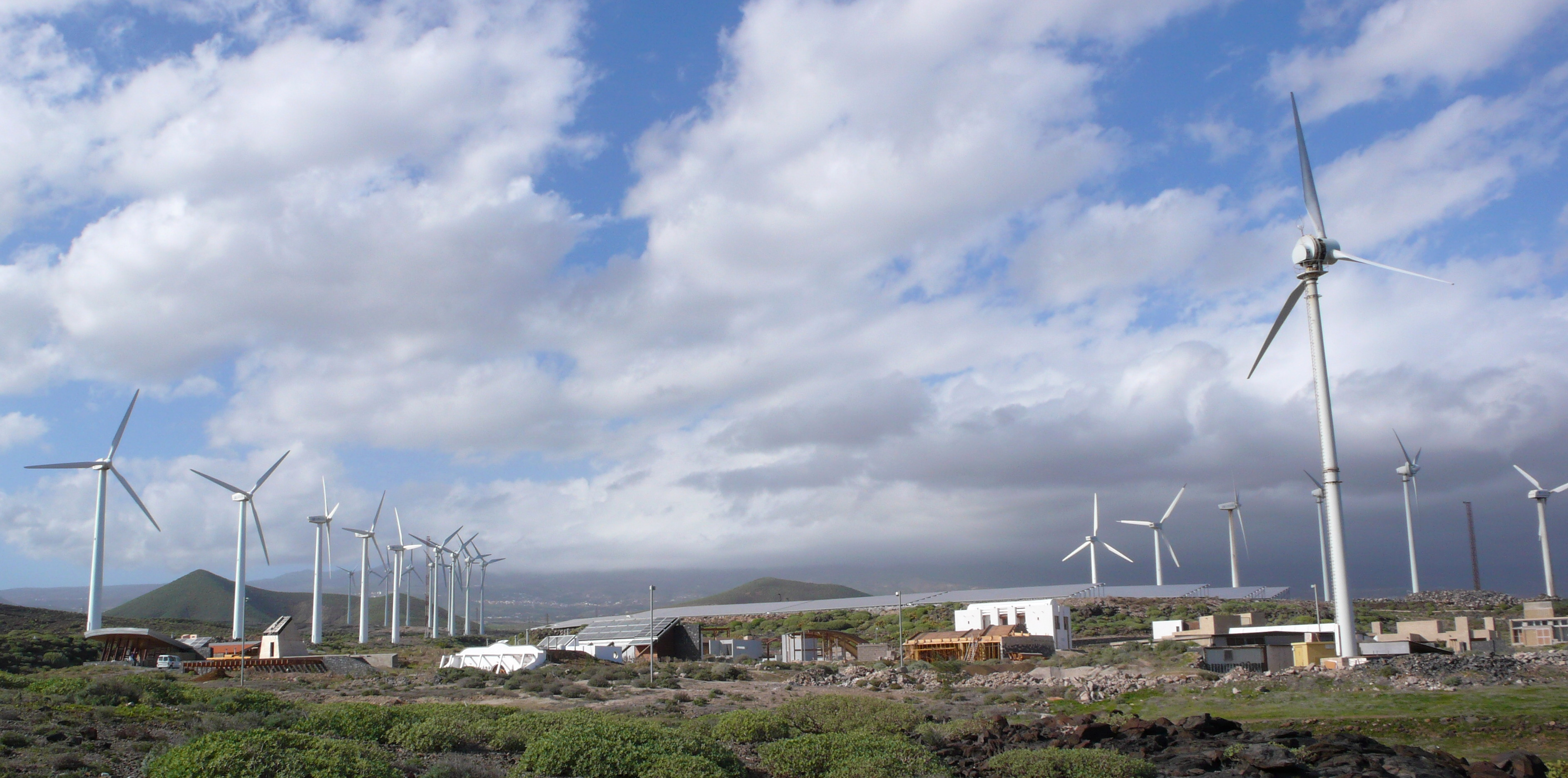
Installations de l'Institut technologique et des énergies renouvelables (ITER).
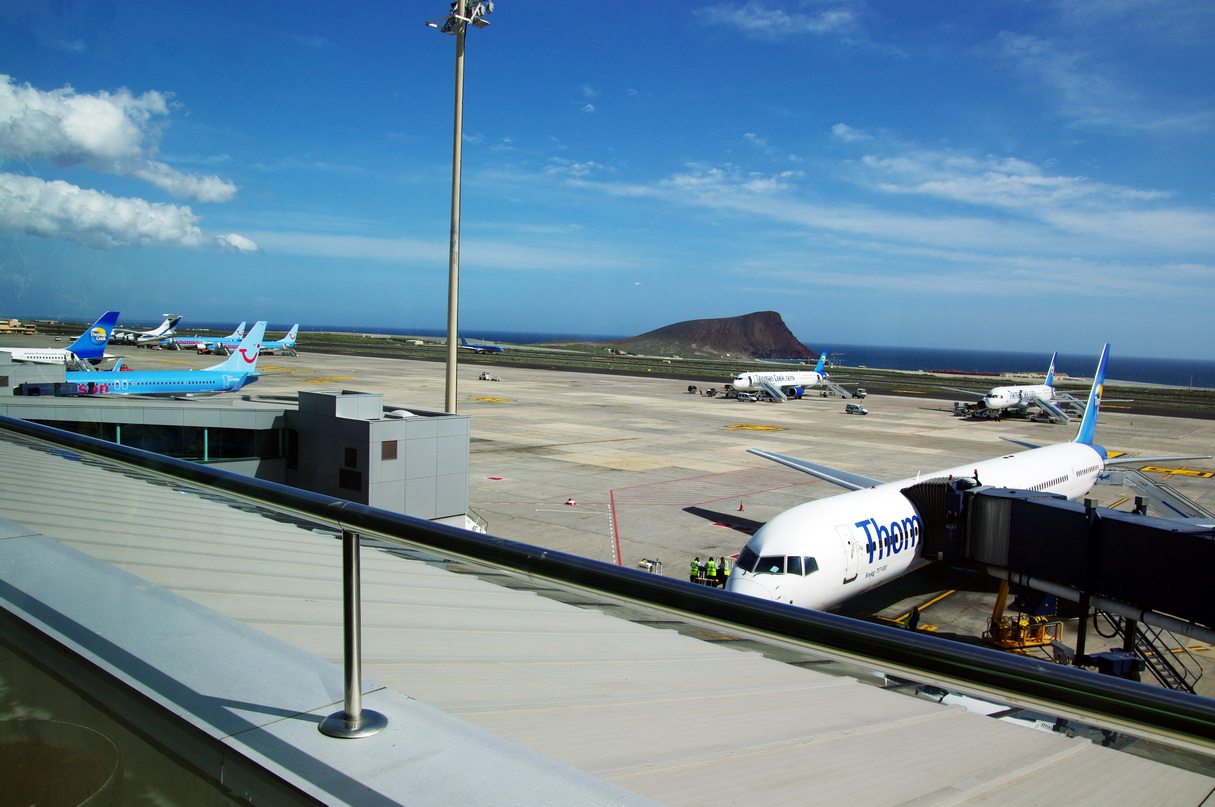
Aéroport de Tenerife-Sud.
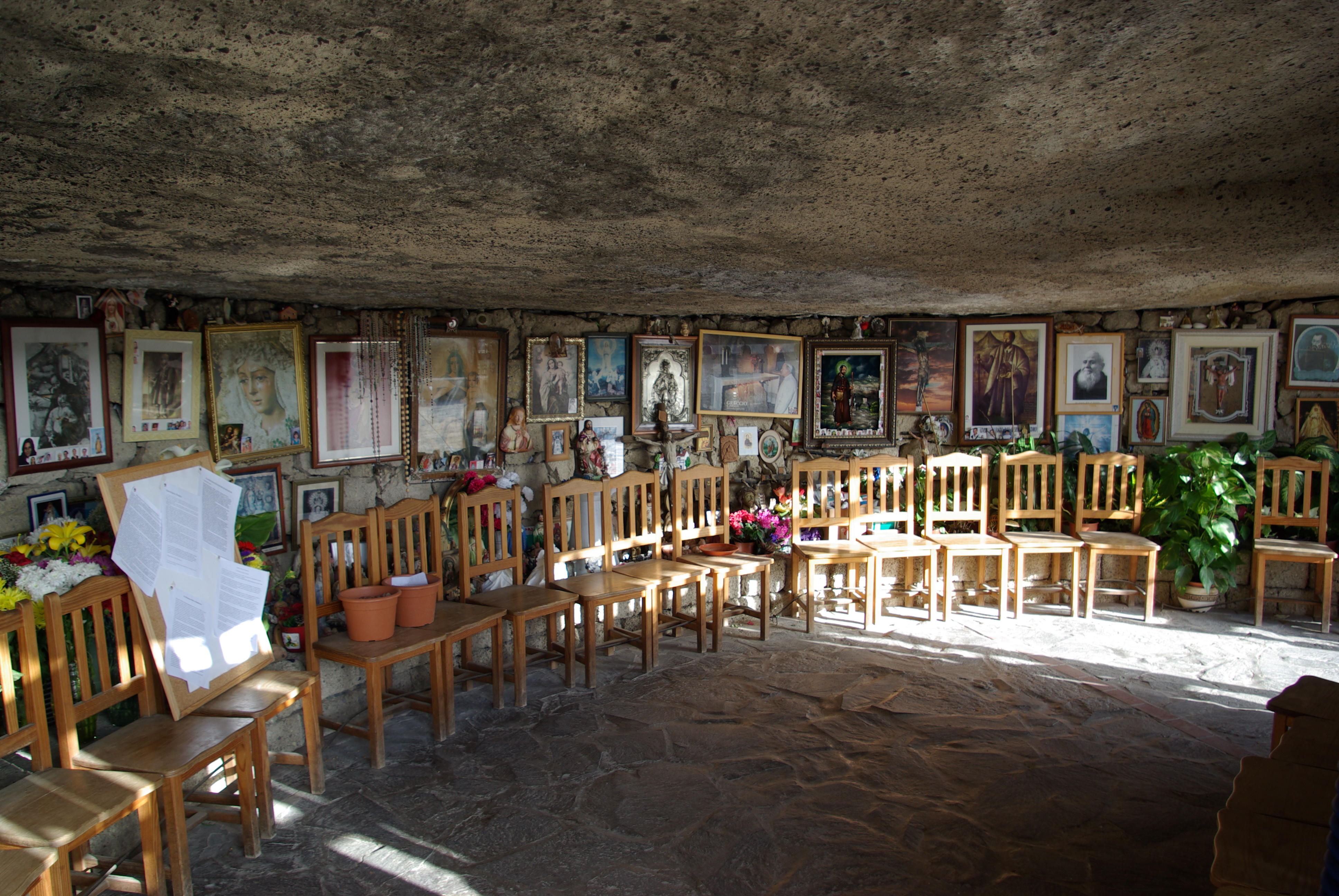
Grotte de Santo Hermano Pedro.